# تيموثي جاي هيكي
تيموثي جاي هيكي (بالإنجليزية: Timothy J. Hickey)‏ هو عالم حاسوب ومهندس أمريكي، ولد في 24 يوليو 1955.